# Krościenko nad Dunajcem (gmina)
Krościenko nad Dunajcem (od 1 października 1982 do 31 grudnia 1983 gmina Krościenko) – gmina wiejska w Polsce położona w województwie małopolskim, w powiecie nowotarskim. W latach 1975–1998 gmina administracyjnie należała do województwa nowosądeckiego.
Siedziba gminy to Krościenko nad Dunajcem.
Według danych z 31 grudnia 2010 r. gminę zamieszkiwało 6569 osób. Natomiast 31 marca 2011 r. było to 6646 osób.

## Struktura powierzchni
Według danych z 2002 r. gmina Krościenko nad Dunajcem ma obszar 57,27 km², w tym:
- użytki rolne: 45%
- użytki leśne: 50%

Gmina stanowi 3,88% powierzchni powiatu.

## Demografia
Dane z 31 grudnia 2010 r.:
| Opis                              | Ogółem | Ogółem | Kobiety | Kobiety | Mężczyźni | Mężczyźni |
| --------------------------------- | ------ | ------ | ------- | ------- | --------- | --------- |
| jednostka                         | osób   | %      | osób    | %       | osób      | %         |
| populacja                         | 6569   | 100    | 3179    | 48      | 3390      | 52        |
| gęstość zaludnienia (mieszk./km²) | 114,7  | 114,7  | 55,5    | 55,5    | 59,2      | 59,2      |

Jak pokazały opublikowane 26 lipca 2012 roku przez Główny Urząd Statystyczny wyniki Narodowego Spisu Powszechnego Ludności i Mieszkań, gminę 31 marca 2011 roku zamieszkiwało 6646 osób. W stosunku do całkowitej powierzchni na jednym kilometrze kwadratowym zamieszkiwało 116,05 osób.

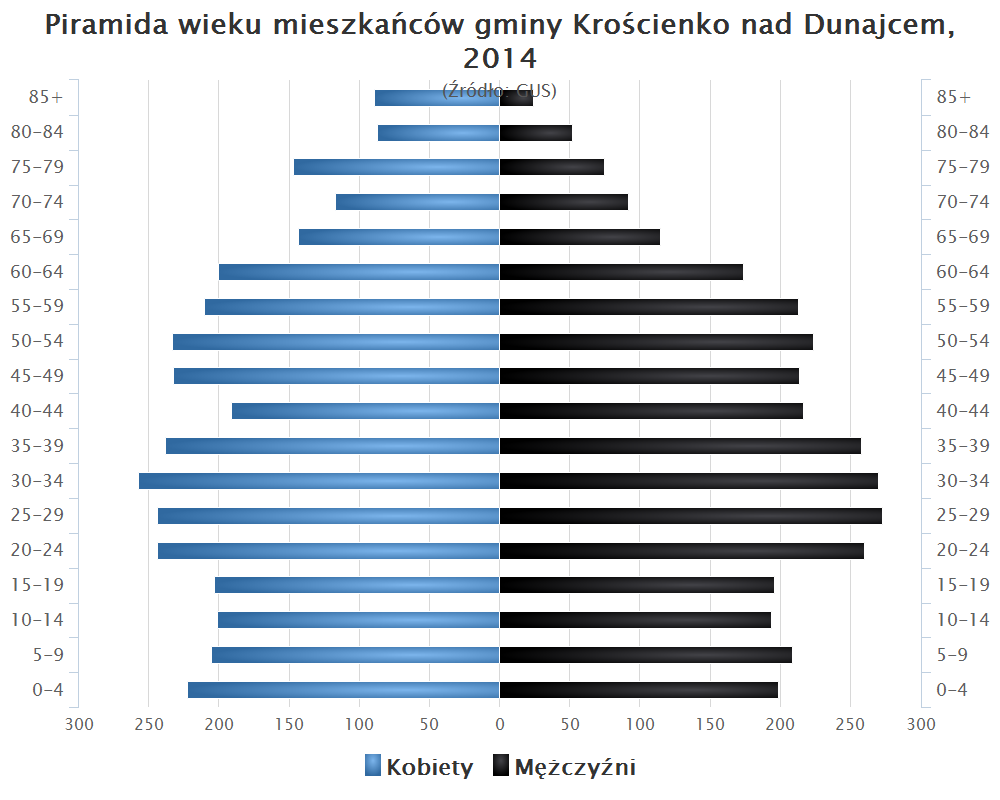
Piramida wieku mieszkańców gminy Krościenko nad Dunajcem w 2014 roku

## Miejscowości
Grywałd, Hałuszowa, Krościenko nad Dunajcem, Krośnica, Tylka.

## Sołectwa
Grywałd (sołectwa: Grywałd, Dziadowe Kąty), Hałuszowa, Krościenko nad Dunajcem (sołectwa: Krościenko-Centrum, Krościenko-Zawodzie, Kąty-Niwki), Krośnica, Tylka (sołectwo: Tylka-Biały Potok).

## Edukacja (placówki oświatowe)
- Zespół Szkół – Liceum ogólnokształcące im. Stefana Żeromskiego w Krościenku nad Dunajcem (ul. Zdrojowa 11)[6].
- Zespół Szkół Zawodowych i Placówek im. prof. Władysława Szafera w Krościenku nad Dunajcem (ul. Jagiellońska 4)[7].
- Publiczne Gimnazjum im. Jana Pawła II w Krościenku nad Dunajcem (ul. Biały Potok 1)[8] (działało do 2019 r.).
- VI Gimnazjum "Małopolskiego Centrum Edukacji" w Krościenku nad Dunajcem (ul. Zdrojowa 11)[9] (działało do 2019 r.).
- Szkoła Podstawowa im. Adama Mickiewicza w Krościenku nad Dunajcem (ul. Pienińska 2)[10].
- Szkoła Podstawowa im. Bohaterów Warszawy w Grywałdzie (ul. Szkolna 29)[11].
- Szkoła Podstawowa im. Jana Brzechwy w Krośnicy (ul. Ojca Leona 1)[12].

## Ochrona przyrody

### Parki Narodowy
W południowej części gminy jest zlokalizowany Pieniński Park Narodowy.

### Parki Krajobrazowe
Północno-wschodni obszar gminy zajmuje Popradzki Park Krajobrazowy.

### Obszary NATURA 2000
Na terenie gminy zlokalizowane są częściowo obszary Natura 2000:
- część południowa Pieniny (PLB120008) OSO
- część północno-wschodnia Ostoja Popradzka (PLH120019) SOO
- część południowa Pieniny (PLH120013) SOO.

### Pomniki przyrody
Na terenie gminy znajduje się 5 pomników przyrody, w tym 2 aleje drzew, 2 grupy drzew i 1 pojedyncze drzewo.

### Obszary chronionego krajobrazu
Obszar gminy (z wyjątkiem terenów położonych w Pienińskim Parku Narodowym) obejmuje Południowomałopolski Obszar Chronionego Krajobrazu.

## Wspólnoty religijne
- Kościół rzymskokatolicki: 2 parafie
- Świadkowie Jehowy: zbór[15][16]

## Sąsiednie gminy
Czorsztyn, Łącko, Ochotnica Dolna, Szczawnica. Gmina sąsiaduje ze Słowacją.